# Knockout.js
Knockout.js (англ. нокаут) — свободный JavaScript каркас веб-приложений, реализующий Model-View-ViewModel шаблон c образцами. Основными принципами являются:
- чёткое разделение доменных данных, компонентов отображения и отображаемых данных
- наличие чётко определённого слоя специализированного кода, задающего отношение компонентов отображения.

Автором библиотеки является сотрудник Microsoft, однако, по его словам библиотека останется такой, какой она является, и будет развиваться в направлении, определяемом лишь им самим и сообществом пользователей. Также он подчёркивает, что библиотека не является продуктом Microsoft.
На начало 2015 года библиотека была ранее использована на 17018 веб-сайтах, и продолжает использоваться на 29039 сайтах, в том числе на 55 из 10 тысяч наиболее популярных, например, на сайте компании Philips.

## Особенности
- Декларативное связывание
- Автоматическое обновление интерфейса при изменении состояния данных модели
- Отслеживание зависимостей
- Прототипирование с использованием как собственных так и сторонних механизмов (например, jquery.tmpl)

## Пример
В данном примере, два текстовых поля привязаны к отслеживаемым переменным в модели данных. В случае изменения их значений будет вызвана функция, меняющая значение fullName, что соответственно изменит значение в представлении (HTML).

### View (HTML)
```
<p>
First
 
name:
 
<input
 
data-bind=
"value: firstName"
 
/></p>

<p>
Last
 
name:
 
<input
 
data-bind=
"value: lastName"
 
/></p>

<p>
Full
 
name:
 
<strong
 
data-bind=
"text: fullName"
></strong></p>

```

### View Model (JavaScript)
```
function
 
ViewModel
()
 
{

    
this
.
firstName
 
=
 
ko
.
observable
(
"Joe"
);

    
this
.
lastName
 
=
 
ko
.
observable
(
"Bloggs"
);

    
this
.
fullName
 
=
 
ko
.
computed
(
function
()
 
{

        
return
 
this
.
firstName
()
 
+
 
" "
 
+
 
this
.
lastName
();

    
},
 
this
);

}

ko
.
applyBindings
(
new
 
ViewModel
());

```